# Christian Egüez
Christian Egüez (Santa Cruz, 1993) es un activista y artista LGBT, considerado un referente de las disidencias sexuales de Bolivia.

## Trayectoria
Estudió Comunicación Social y se dedica al periodismo. Ha sido columnista de varios medios de prensa de su país y tiene una importante presencia en redes sociales, sobre todo TikTok.
Fue parte del Centro Cultural San Isidro de Plan 3000 de su ciudad y también del colectivo La Pesada Subversiva, con el que ha organizado varias exposiciones de arte LGBT transfeminista denominadas Revolución Orgullo hasta el año 2025
Desde 2014 promueve un espacio de activismo denominado Marica y Marginal, con el que interviene espacios públicos, realiza manifestaciones políticas y promueve actividades culturales.

## Obra
- Desde 2014 lleva a cabo el proyecto performativo Marica y Marginal.
- En 2017 dirigió el documental "Ser marica, ser indígena y otros travestismos".[9]
- Entre 2022 y 2025, con el colectivo transfeminista La Pesada Subversiva, organizó varias ediciones de la muestra Revolución Orgullo.[6]